# Francisco de Portugal, 8.º conde de Vimioso

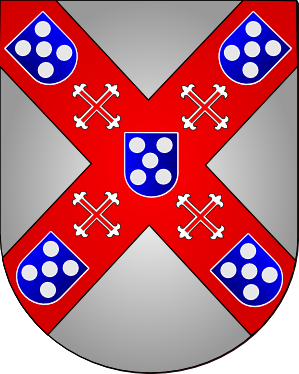
Armas de D. Afonso, 1.º marquês de Valença (Portugal).

Francisco de Paula de Portugal e Castro (Lisboa, 25 de Janeiro de 1679 - 10 de Setembro de 1749) foi um nobre português, 8.° Conde de Vimioso e 2.° Marquês de Valença. O seu nome completo ora aparece como D. Francisco de Paula de Portugal e Castro ora como D. Francisco Paulo de Portugal e Castro. Para obviar dificuldades melhor optar, seguindo nobiliários e referências académicas, por nomea-lo D. Francisco de Portugal; igualmente, tendo em conta que o 1º marquês de Valença foi o embaixador D. Afonso de Portugal em 1451 de quem descendiam os condes de Vimioso, também o consideramos 2.º marquês, ainda que verdadeiramente D. Francisco seja o 1.º em tempos modernos.
Desde cedo se dedicou aos clássicos e à história. Trabalhava na sua livraria seis horas diárias e dedicava-se à assistência no Paço, não tendo desamparado D. João V de Portugal durante a  doença, ao exercício da caridade e às devoções religiosas, sobretudo à do Desagravo do Sacramento, o que não o impedia de de ser grande apreciador da comédia espanhola. No seu palácio havia representações numerosas, e levava as suas predileções e generosidade ao ponto de pagar 600 mil réis por um original. 
A linha essencial no seu espírito, entretanto, era a de moralista, "português velho": prova bastante a «Instrução para o filho» 1745,  notável pela qualidade do estilo; o «Elogio fúnebre de Belchior Rego de Andrade» 1738. O amor pelas comédias e a hostilidade ao espírito francês na linha que vem de Descartes o fez publicar em 1747 a «Crítica à famosa tragédia do Cid composta por Pedro Cornelli e reparos feitos a ela», já tendo composto em 1739 um «Discurso apologético em defesa do teatro espanhol».  À crítica respondeu Alexandre de Gusmão e o Marquês publicou em 1748 sua «Resposta do Marquês de Valença aos reparos de um anônimo à critica que fez à famosa tragédia do Cid». 
Gusmão iniciava, dizendo que «enquanto a eloquência do Senhor Marquês de Valença se contentava com ser defensora do Teatro Espanhol, protestando que não seria acusadora do Francês, contentava-me eu com ver ir nascendo na nossa terra um gosto menos  depravado do que o que Sua Excelência defendia», «mas ao ver que o marquês insiste que aquela nação não tem poesia, devo-lhe dizer com sinceridade de Português Velho que o teatro espanhol é hoje o mais defeituoso, os favorecidos castelhanos cheios de puerilidades e que mil jogos de palavras desacreditam os sentimentos de todos os seus heróis; e que o francês se pode comparar com os de Atenas e da antiga Roma.  Nas obras de teatro os Poetas devem observar as três unidades da ação, lugar e tempo; devem seguindo sempre a Natureza como mestre representar-nos ao vivo as paixões humanas; acomodar às idades e aos sexos o que só lhes convem; fazer um retrato natural dos costumes; proporcionar a frase com as diferentes situações de alegria, esperança, aflição, terror, desesperação, etc; devem tratar os assuntos cômicos com o jocoso do Socco e os trágicos com a dignidade de Coturno», etc.

## Dados genealódicos
Era filho de D. Miguel de Portugal (1631-1681) 6.º conde de Vimioso em 1655, casado com sua prima D. Maria Margarida de Castro de Albuquerque,  de Basto, filha de D. Joana de Castro e de Duarte de Albuquerque Coelho, senhor da Capitania de Pernambuco, mas não deixaram geração. D. Miguel teve de D. Antonia de Bulhão, «donzela nobre e limpa que depois foi freira em Santa Ana de Lisboa, dois bastardos legitimados, um deles justamente D. Francisco de Portugal.
Casou-se com Francisca Rosa de Menezes Coutinho (n. 3 de Setembro de 1686), filha de Manuel Teles da Silva, 1.º marquês de Alegrete. 